# Fechtschild

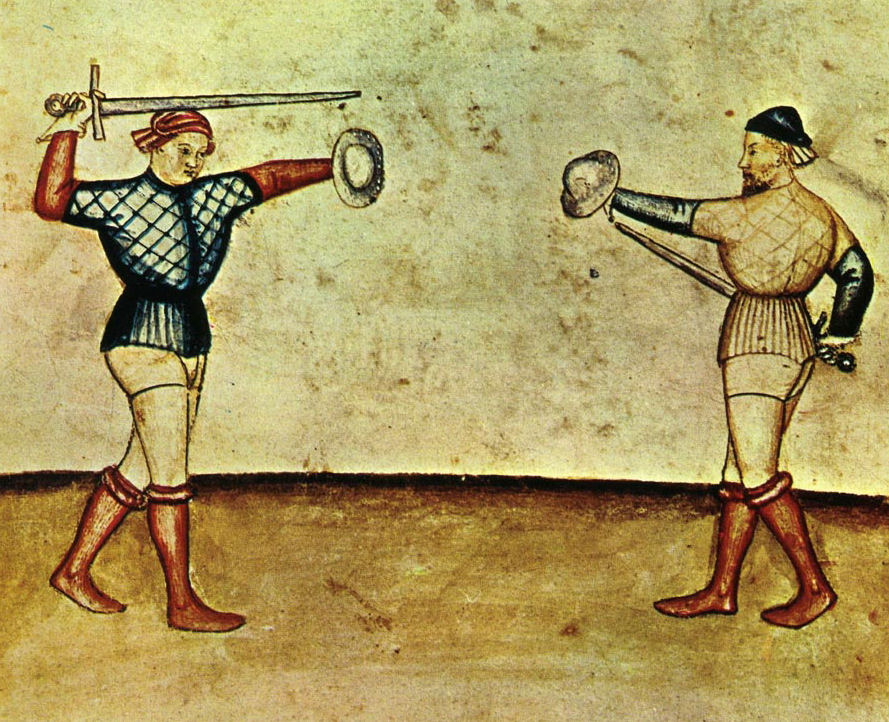
Darstellung einer Fechtszene aus dem Tacuinum Sanitatis (ca. 14. Jahrhundert)

Der Fechtschild ist eine mittelalterliche Schutzwaffe, die dazu dient, Angriffe mit einer Fechtwaffe abzuwehren. Diese Schilde gibt es in verschiedenen Varianten, die teils einem kleinen Schild, teils einem Armschutz ähnlich sind und mit verschiedenen Zusätzen ausgerüstet wurden.

## Geschichte und Varianten der Fechtschilde
Die ersten Schilde, die den Fechtschilden zugeordnet werden, entstanden im 8. Jahrhundert in Byzanz. Die Entwicklung der Fechtschilde passte sich in den Jahrhunderten den Bedürfnissen der jeweiligen Bewaffnung an. Es gibt viele Varianten von Fechtschilden, deren genaue Einzelbeschreibung kaum möglich ist. Form, Größe und Materialien sind von Land zu Land verschieden. Viele Adelige gaben ihre Waffen und Ausrüstungen selbst in Auftrag; Daraus entstanden nach Ausstattung und Gestaltung angepasste Varianten. Die Fechtschilde dienten bis auf wenige Ausnahmen nicht der militärischen, sondern der zivilen Verwendung. Der italienische Fechtschild wurde in Fechtschulen und bei gerichtlichen Zweikämpfen (Gottesurteil) benutzt. Alle Fechtschilde haben die Gemeinsamkeit, dass sie sowohl zur Verteidigung als auch zum Angriff genutzt werden können.

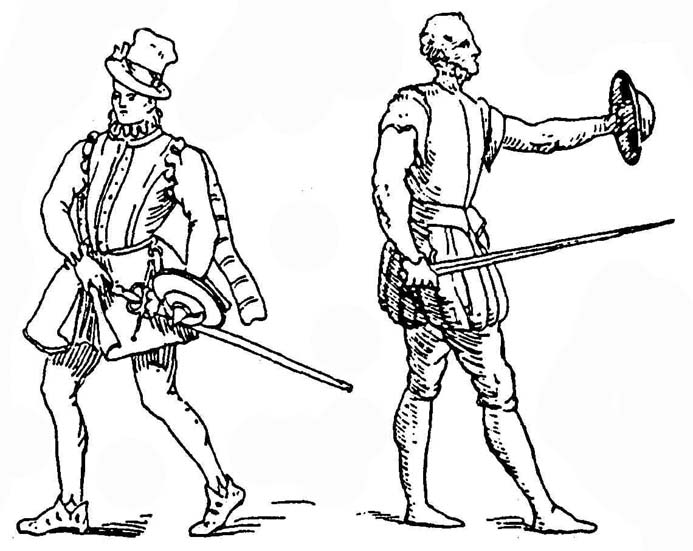
Faustschild Wendelin Boeheim
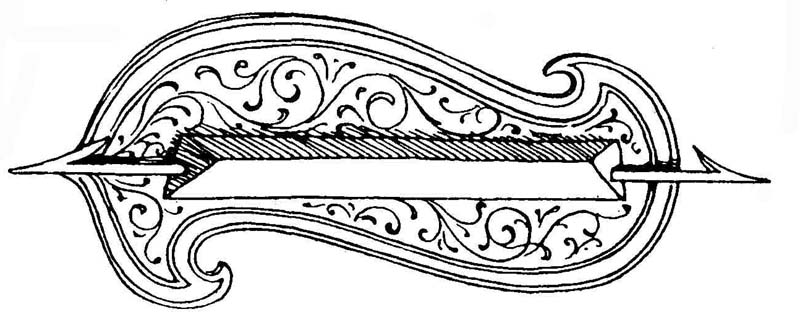
Fechtschild Wendelin Boeheim
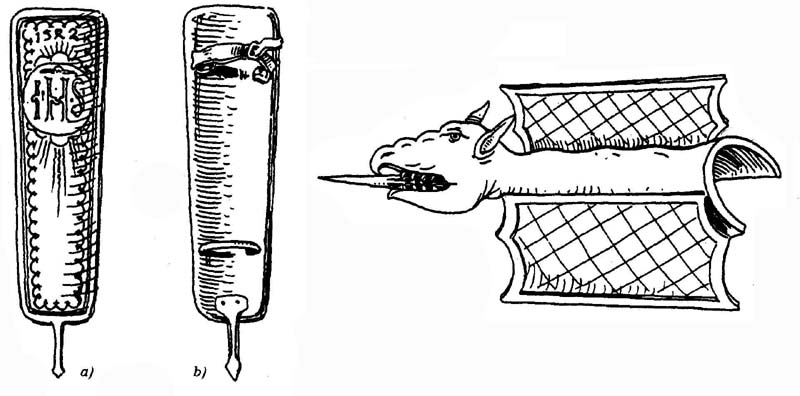
Armschild Wendelin Boeheim
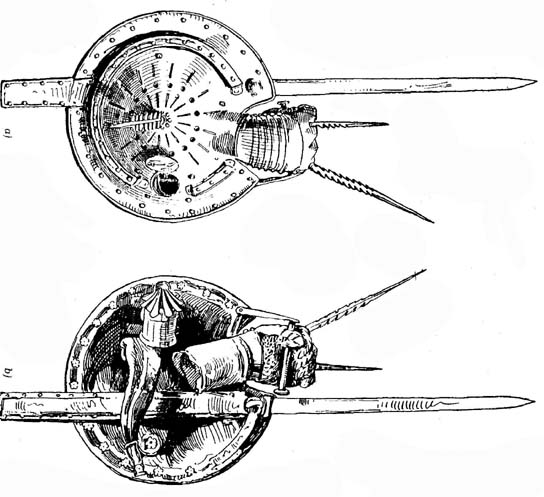
Laternenschild Wendelin Boeheim

### Faustschild
Der Faustschild (auch bekannt als Boce, bocete, Rondelle de Poing oder Brochiero), der einen Durchmesser von etwa 30–40 cm hat, wurde bereits im 8. Jahrhundert in Byzanz verwendet. Von dort breitete er sich über ganz Europa aus. Eine bekannte Sonderform von Faustschilden ist der Buckler.
Faustschilde wurden bis zur Verbreitung der Feuerwaffen im 17. Jahrhundert benutzt.
Spätere Versionen der Schilde wurden mit einer kleinen Pistole versehen, die durch die Schildnabe (in der Mitte des Schildes) schießt. Als die Feuerwaffen stärker und Schilde somit nutzlos wurden, verloren die Fechtschilde jede Bedeutung.

### Italienischer Fechtschild
Die ersten Fechtschilde dieser Art entstanden im 14. Jahrhundert in Italien. Sie sind im Gegensatz zu anderen Fechtschilden länglich oval und haben eine Länge von bis zu 2,50 Metern. Sie bestehen aus Holz, das mit Leder überzogen und bemalt ist. In der Mitte verläuft entlang der Längsachse ein hoher Grat, der hohl ist. Durch diese Aushöhlung verläuft eine eiserne Stange, die an beiden Enden zu scharfen, harpunenähnlichen Spitzen ausgebildet ist. Der Schild dient in dieser Ausführung zur Abwehr und zum Angriff. Diese Schilde wurden beidhändig geführt (ohne Zuhilfenahme einer anderen Blankwaffe).

### Armschild
Die ersten (Fecht-)Armschilde verbreiteten sich ab dem 14. Jahrhundert in Italien. Der Armschild bedeckt nur den Unterarm und wird mit ledernen Riemen befestigt. Diese Schilde bestehen ebenfalls aus Holz, sind mit Leder überzogen und mit Temperamalerei verziert. Sie besitzen an der der Hand zugewandten Seite eine scharfe, spitze Klinge. Diese Schilde dienten nicht dem militärischen Einsatz, sondern fanden bei den Kampfspielen der adeligen Gesellschaft Italiens Verwendung. Gewöhnlich wurden diese Spiele an bestimmten Festtagen veranstaltet; das bekannteste war das „Giuoko del Ponte“ in Pisa.

### Laternenschild
Der Laternenschild ist eine italienische Entwicklung des 16. Jahrhunderts. Er ist ein kleiner Rundschild aus Metall, an dem ein Panzerhandschuh, eine spitze Klinge sowie weitere, kleinere, gezackte Klingen (Klingenfänger) befestigt sind. Außerdem befindet sich an der Mittelnabe des Schildes ein Degenbrecher. Eine weitere Vorrichtung zum Halten und Brechen einer gegnerischen Klinge ist umlaufend auf dem Schild befestigt. Die Besonderheit an dem Schild ist eine integrierte Laterne, die über einen Klappmechanismus verdunkelt werden kann. Diese Laterne diente dazu, Gegner bei nächtlichen Angriffen zu blenden.